# As Nogais

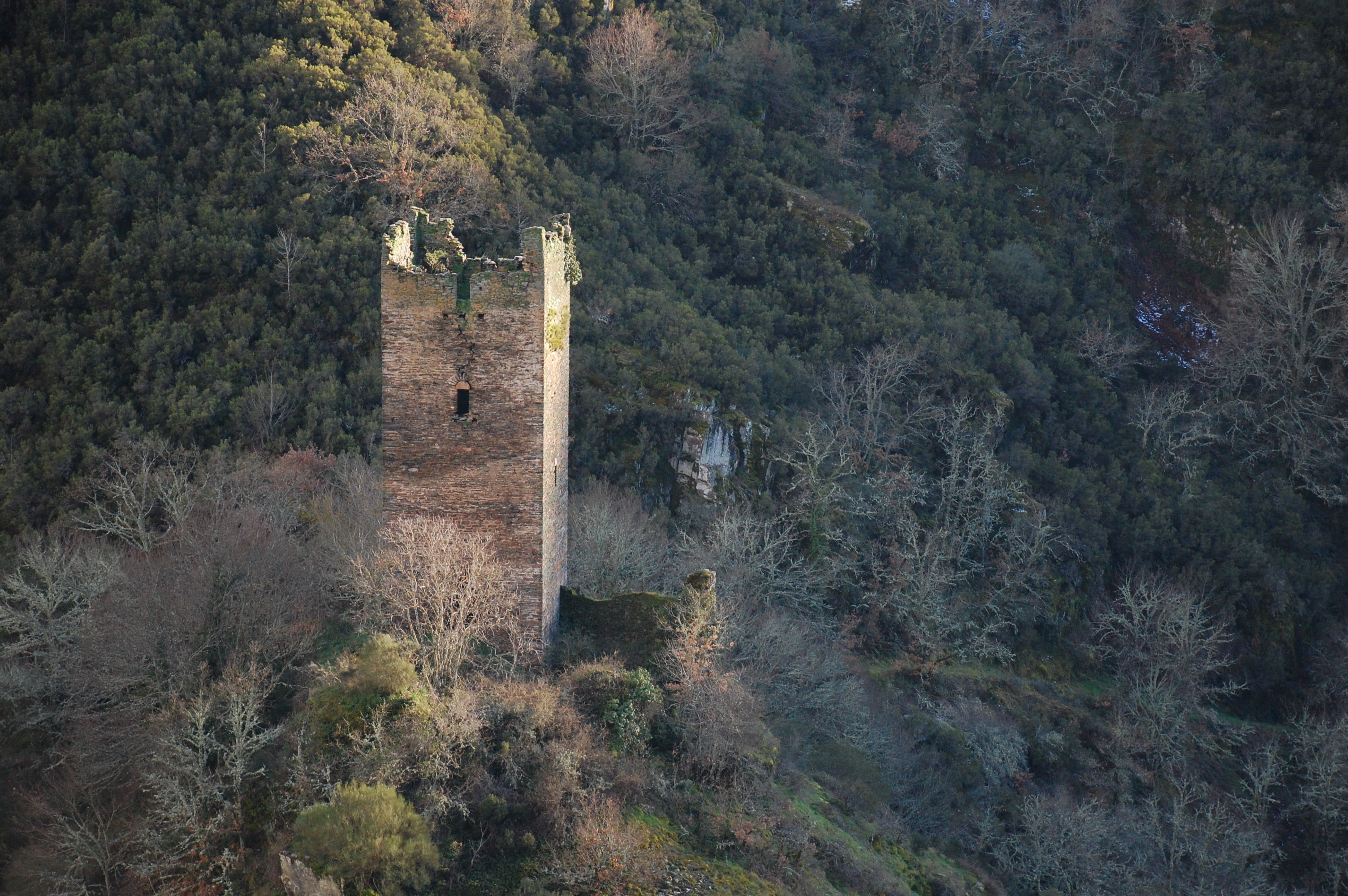
Torre de Doncos (Spaans cultureel erfgoed)

As Nogais is een gemeente in de Spaanse provincie Lugo in de regio Galicië met een oppervlakte van 110 km². As Nogais telt 1.161 inwoners (1 januari 2016).